# Beatyfikowani przez Innocentego XIII
Beatyfikowani przez Innocentego XIII – święci i błogosławieni wyniesieni na ołtarze w czasie pontyfikatu Innocentego XIII.

## 1721
31 maja
- Bł. Jan Nepomucen

## 1724
- Bł. Andrzej Conti (zatwierdzenie kultu)